# Neomyxus
Neomyxus is een geslacht van straalvinnige vissen uit de familie van harders (Mugilidae).

## Soorten
- Neomyxus chaptalii (Eydoux & Souleyet, 1850)
- Neomyxus leuciscus (Günther, 1872)